# Dekanat kowalski
Dekanat kowalski – jeden z 33 dekanatów rzymskokatolickiej diecezji włocławskiej.
W skład dekanatu wchodzą następujące parafie:
- parafia św. Urszuli w Kowalu
- parafia Przemienienia Pańskiego w Białotarsku
- parafia św. Antoniego z Padwy w Czerniewicach
- parafia św. Marii Magdaleny w Grabkowie
- parafia Świętej Trójcy w Kłotnie
- parafia Świętych Apostołów Piotra i Pawła w Skrzynkach

Dziekan dekanatu kowalskiego
- ks. kan. dr Piotr Głowacki - proboszcz parafii w Kowalu

Wicedziekan
- ks. kan. Ryszard Pospieszyński - proboszcz parafii w Kłotnie